# Krištof Ravbar
Krištof pl. Ravbar slovenski rimskokatoliški duhovnik in drugi ljubljanski škof, * 11. marec 1478, verjetno v Trstu, † 26. oktober 1536 na Dunaju in pokopan v Gornjem Gradu.

## Življenje in delo
Krištof pl. Ravbar je bil drugi ljubljanski škof in državnik, diplomat in vojaški strateg. Njegov oče Nikolaj Ravbar, je bil glavar v Trstu (1473) in Pazinu (1482); mati Doroteja pa je izvirala iz plemičev iz Lienza in Jame (von Luenz (Lienz) und zum Luegg) ., sestra Erazma Jamskega. Šolati se je verjetno začel v Trstu, univerzo pa je obiskoval v Padovi, kjer je leta 1501 doktoriral iz civilnega in cerkvenega prava. Po očetu je imel zveze na dvoru in cesar Friderik III. ga je 10-letnega leta 1488 imenoval za naslednika prvemu ljubljanskemu škofu, Lambergu. Škofovsko posvečenje je verjetno prejel po letu 1505, morda šele pred letom 1520 . Bil je spreten upravitelj in sposoben pravnik, za zasluge v cesarski službi mu je dal Ferdinand I. Habsburški naslov in pravni položaj kneza (knezoškof). Tudi na podlagi te funkcije je bil tudi Deželni glavar Kranjske in Slovenske marke. Malo manj kot pol stoletja je bil močno povezan z življenjem na Slovenskem; upiral se je Benečanom, Turkom, naslonil se je na habsburško monarhijo, milo pa je nastopal zoper kmečke upornike.

### Diplomatska in državniška dejavnost
Zaradi dobrih odnosov in stikov s Habsburžani je opravljal tudi diplomatske posle v tujini (v Rusiji ga je nadomestil njegov bratranec, Žiga Herberstein). Nemški kralj in kasnejši cesar Maksimilijan I. Habsburški mu je poverjal mnoge zanj pomembne diplomatske misije. Med drugim je bil udeležen v sklenitvi pakta o dedovanju med Habsburžani in poljskimi Jageloni leta 1506, ki je imelo za posledico poroko med vnukom Maksimilijana I. Ferdinandom Habsburškim in Ano Jagelonsko. Istega leta ga je Maksimilijan I. poslal kot posebnega odposlanca v Rim, za kar je dobil 400 guldnov za potovalne stroške. Kot član delegacije Maksimilijana, ki je šla poljskega kralja Zigmunda Starega Jagelonskega povabit na Dunaj, je bil poleg bavarskega vojvode tudi škof Krištof Ravbar, o čemer poroča Valvasor.  Bil je tudi udeleženec Dunajske konference monarhov leta 1515, kjer je prišlo do zaroke med Ludvikom II. Jagelonskim, madžarskim in češkim kraljem, in Ano Habsburško. V tem času je bil njegov brat Lenart na dvoru cesarja Maksimilijana I. kot cesarjev svetovalec in vrhovni dvorni maršal. Cesar je tega Krištofovega brata in tretjega brata Nikolaja leta 1516 povzdignil v barona z naslovom "baron Plankenštajnski in Karlštetski" (Freiherr von Plankenstein und Carlstetten).  
V letih 1529 in 1530 je bil Krištof Deželni glavar Kranjske in Slovenske marke. Od leta 1532 do smrti pa je bil Deželni glavar in upravnik v Gornji Avstriji.

### Cerkveno in versko delovanje
Škof Krištof pl. Ravbar je večinoma živel na Dunaju, vendar svoje škofije vendarle ni zanemarjal. V Ljubljani je leta 1512 dokončal izgradnjo škofijskega dvorca, ki jo je začel že predhodnik Lamberg. Dotakratno rezidenci v Gornjem Gradu je leta 1517 utrdil z obzidjem, stolpi in jarkom. K cerkvi v Gornjem Gradu je dozidal kapelo Sv. Andreja z grobnicami za ljubljanske škofe. Ob pojavu protestantizma je bil pri obrambi katolicizma precej oster, 1531 je prav on prepovedal Trubarju pridigati v stolnici. 
Opravljal je tudi več drugih cerkvenih funkcij izven lastne škofije. Med letoma 1509 in 1512 je bil škof koadjutor v škofiji Seckau, nato med 1512 in do smrti administrator te škofije. Poleg tega je bil zaradi sporov pri izvolitvi opata v samostanu Admont tam od 25. februarja 1508 in do smrti opat-komendator. 
Leta 1524 je bil v Regensburgu član cerkvene komisije za zmanjšanje števila praznikov. 

### Vojna s Turki in Benetkami
V času škofa Krištofa Ravbarja je bila Kranjska ogrožena s Turškimi vpadi in v vojni z Benetkami. Tudi kot škof je škofovsko palico večkrat zamenjal z mečem in se aktivno udeleževal v obeh vojnah. V bojih, v katerih sta bila tudi njegova brata, se je menda odlikoval s svojim pogumom, krutostjo in tudi fizično postavo. V vojni z Benetkami, ki se je je udeležil, sta njegova brata Nikolaj in Mihael padla v beneško ujetništvo. Bil je leta 1511 ob poveljniku cesarskih čet proti Benetkam Janezu Turjaškemu.  Osvoboditev obeh njegovih bratov je posebej naročil sam cesar Maksimilijan I.. Leta 1530 je kot deželni glavar na Hrvaško poslal komisijo s Kacijanerjem, nekdanjim cesarski kapitanom, da bi z grofom Zrinjskim pripravili ukrepe za preprečitev turških vpadov.